# 羅徹斯特 (肯塔基州)
羅徹斯特（英語：Rochester）是一個位於美國肯塔基州巴特勒縣的城市。

## 地方資料
根據2020年美國人口普查的數據，羅徹斯特的面積為1.28平方千米，當中陸地面積為1.21平方千米，而水域面積為0.07平方千米。當地共有人口114人，而人口密度為每平方千米89.06人。